# 법원로 (포항시)
법원로(Beopwon-ro)는 대한민국 경상북도 포항시 북구 장성동에서 양덕동을 거쳐, 연결하는 도로이다.

## 노선 경로
- 삼거리 명칭 미상 - 새천년대로
- 사거리 명칭 미상 - 장량로
- 사거리 명칭 미상 - 신덕로
- 사거리 명칭 미상 - 장량중앙로